# Briastre
Briastre est une commune française située dans le département du Nord, en région Hauts-de-France.

### Localisation

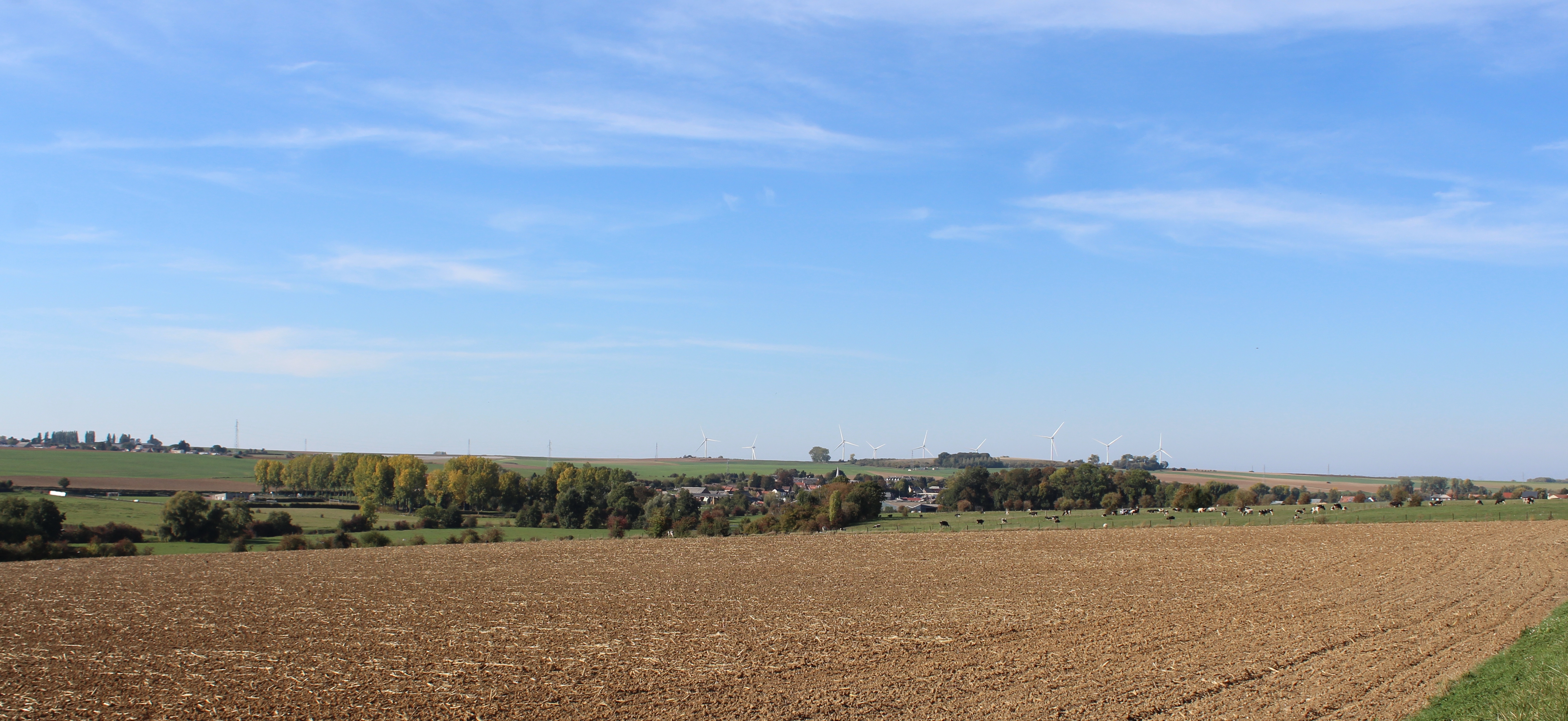
Panorama du village depuis la route de Neuvilly.

## Géographie

### Communes limitrophes
Les communes limitrophes sont Solesmes, Viesly, Inchy et Neuvilly.

### Hydrographie

#### Réseau hydrographique
La commune est située dans le bassin Artois-Picardie. Elle est drainée par la Selle ou Escaut et le Briastre,,.
La Selle, d'une longueur de 46 km, prend sa source dans la commune de Molain et se jette  dans le canal de l'Escaut à Denain, après avoir traversé 17 communes.

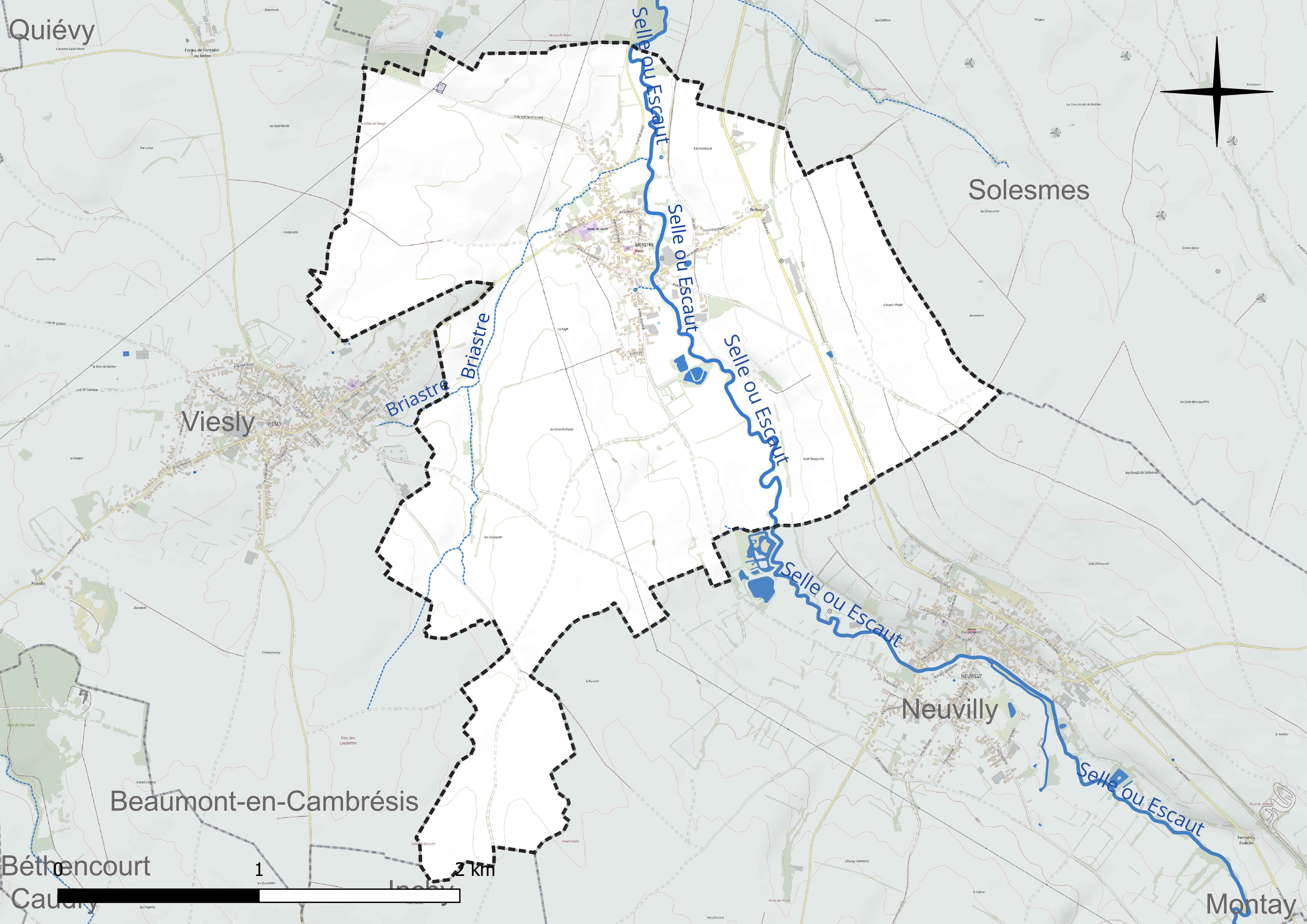
Carte hydrographiquie de la commune.
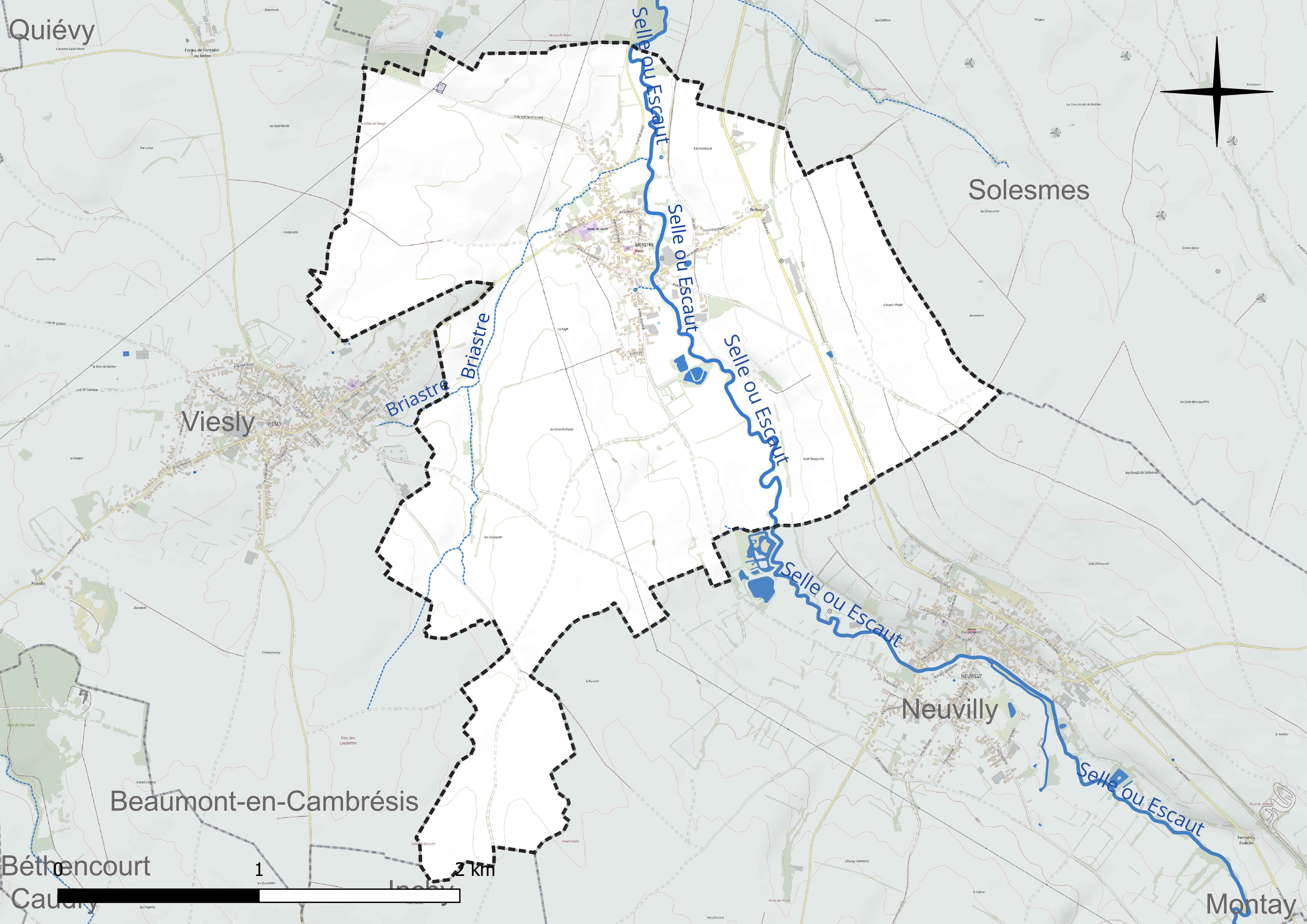
Réseau hydrographique de Briastre.

#### Gestion et qualité des eaux
Le territoire communal est couvert par le schéma d'aménagement et de gestion des eaux (SAGE) « Escaut ». Ce document de planification concerne un territoire de 2 005 km2 de superficie, délimité par le bassin versant de l'Escaut. Le périmètre a été arrêté le 9 juin 2006 et le SAGE proprement dit a été approuvé le 13 juillet 2021. La structure porteuse de l'élaboration et de la mise en œuvre est le syndicat mixte Escaut et Affluents (SyMEA).
La qualité des cours d'eau peut être consultée sur un site dédié géré par les agences de l'eau et l'Agence française pour la biodiversité.

### Climat
Pour des articles plus généraux, voir Climat des Hauts-de-France et Climat du Nord.
En 2010, le climat de la commune est de type climat océanique dégradé des plaines du Centre et du Nord, selon une étude du CNRS s'appuyant sur une série de données couvrant la période 1971-2000. En 2020, Météo-France publie une typologie des climats de la France métropolitaine dans laquelle la commune est exposée à un climat océanique altéré et est dans la région climatique Nord-est du bassin Parisien, caractérisée par un ensoleillement médiocre, une pluviométrie moyenne régulièrement répartie au cours de l'année et un hiver froid (3 °C).
Pour la période 1971-2000, la température annuelle moyenne est de 10,3 °C, avec une amplitude thermique annuelle de 15,1 °C. Le cumul annuel moyen de précipitations est de 768 mm, avec 13,2 jours de précipitations en janvier et 9,1 jours en juillet. Pour la période 1991-2020, la température moyenne annuelle observée sur la station météorologique la plus proche, située sur la commune de Valenciennes à 22 km à vol d'oiseau, est de 11,0 °C et le cumul annuel moyen de précipitations est de 694,1 mm,. Pour l'avenir, les paramètres climatiques de la commune estimés pour 2050 selon différents scénarios d'émission de gaz à effet de serre sont consultables sur un site dédié publié par Météo-France en novembre 2022.

## Urbanisme

### Typologie
Au 1er janvier 2024, Briastre est catégorisée commune rurale à habitat dispersé, selon la nouvelle grille communale de densité à sept niveaux définie par l'Insee en 2022.
Elle est située hors unité urbaine et hors attraction des villes,.

### Occupation des sols

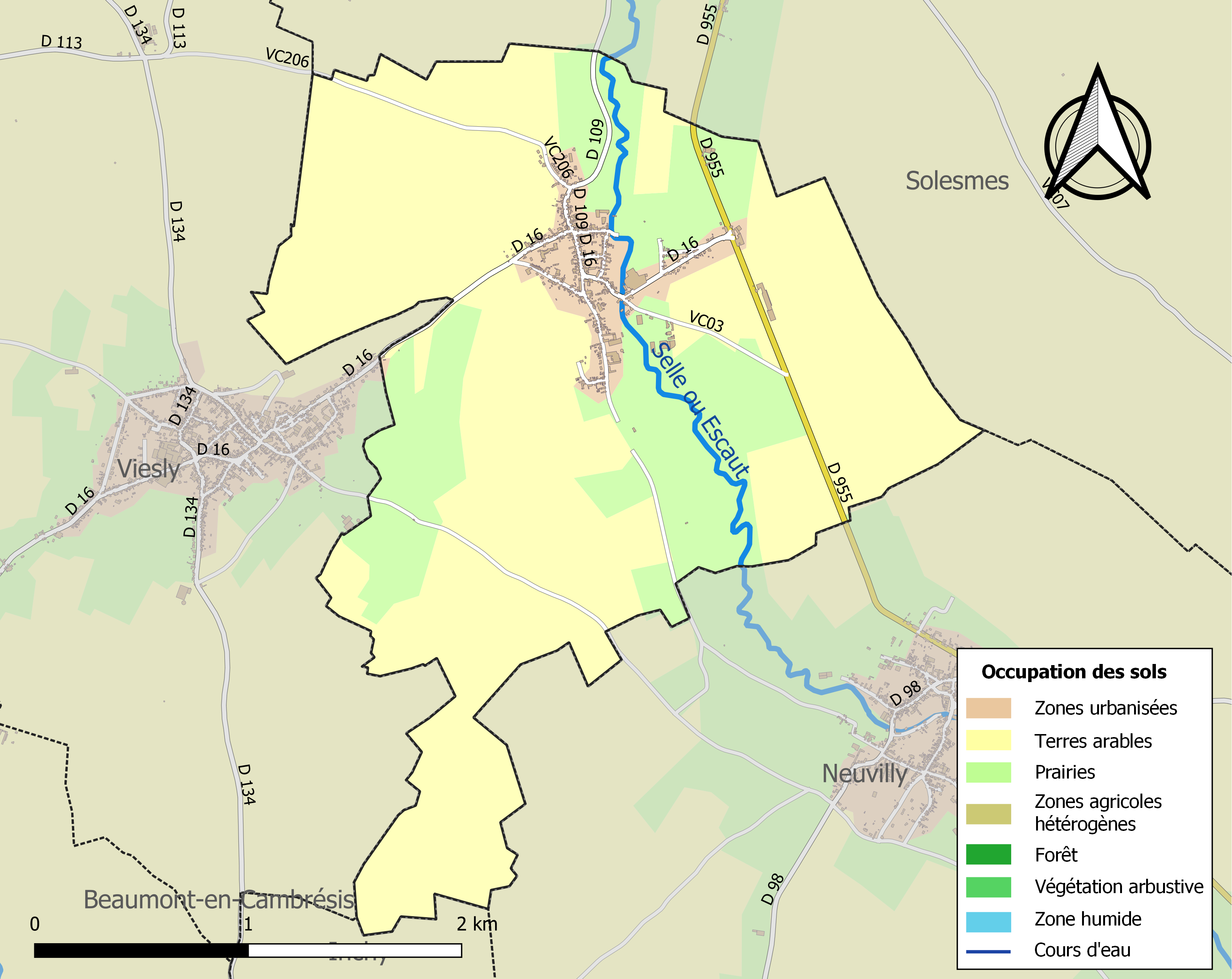
Carte des infrastructures et de l'occupation des sols de la commune en 2018 (CLC).

L'occupation des sols de la commune, telle qu'elle ressort de la base de données européenne d'occupation biophysique des sols Corine Land Cover (CLC), est marquée par l'importance des territoires agricoles (94,5 % en 2018), en diminution par rapport à 1990 (95,6 %). La répartition détaillée en 2018 est la suivante : 
terres arables (69,2 %), prairies (25,4 %), zones urbanisées (5,5 %). L'évolution de l'occupation des sols de la commune et de ses infrastructures peut être observée sur les différentes représentations cartographiques du territoire : la carte de Cassini (XVIIIe siècle), la carte d'état-major (1820-1866) et les cartes ou photos aériennes de l'IGN pour la période actuelle (1950 à aujourd'hui).

### Habitat et logement
En 2020, le nombre total de logements dans la commune était de 287, alors qu'il était de 279 en 2015 et de 274 en 2010.
Parmi ces logements, 89,7 % étaient des résidences principales, 1,1 % des résidences secondaires et 9,2 % des logements vacants. Ces logements étaient pour 96,9 % d'entre eux des maisons individuelles et pour 3,1 % des appartements.
Le tableau ci-dessous présente la typologie des logements à Briastre en 2020 en comparaison avec celle du Nord et de la France entière. Une caractéristique marquante du parc de logements est ainsi une proportion de résidences secondaires et logements occasionnels (1,1 %) inférieure à celle du département (1,7 %) et à celle de la France entière (9,7 %). Concernant le statut d'occupation de ces logements, 86,1 % des habitants de la commune sont propriétaires de leur logement (85 % en 2015), contre 54,5 % pour le Nord et 57,5 pour la France entière.
| Typologie                                               | Briastre | Nord | France entière |
| ------------------------------------------------------- | -------- | ---- | -------------- |
| Résidences principales (en %)                           | 89,7     | 90,7 | 82,1           |
| Résidences secondaires et logements occasionnels (en %) | 1,1      | 1,7  | 9,7            |
| Logements vacants (en %)                                | 9,2      | 7,7  | 8,2            |

## Toponymie

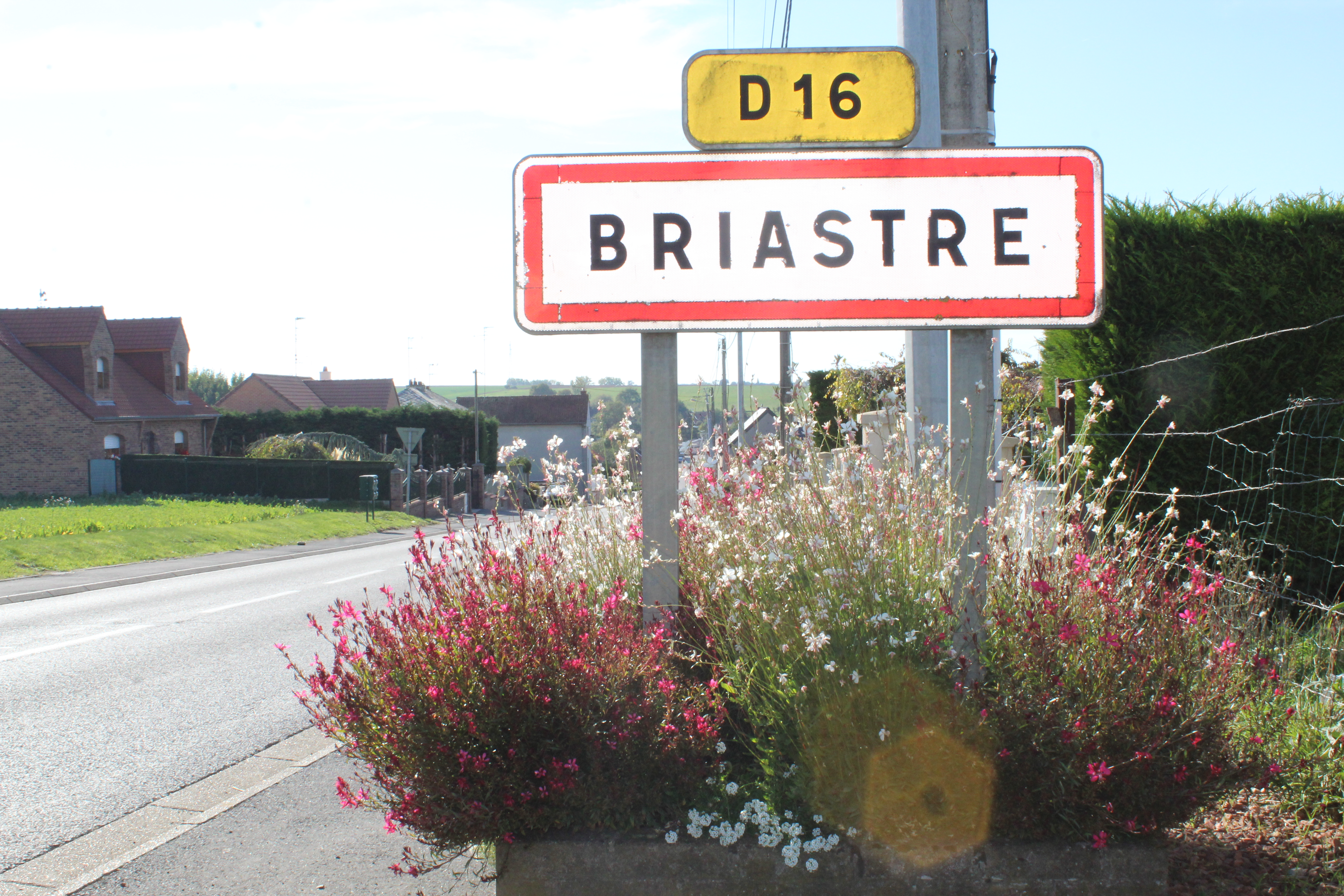

On trouve le village mentionné au long des XIe au XIVe siècles sous les noms Briastrum, Briastro ou Briastra, puis Briastre. Boniface et Mannier formulent l'hypothèse d'un préfixe bri pouvant signifier « marais » ou « pont » et du suffixe bas-latin astrum (pour atrium, « foyer », « maison »),.

## Histoire

### Moyen Âge
Briastre (ou Briastrum) est en 1046 une  des possessions de l'Abbaye Saint-André du Cateau.

### Époque contemporaine
Le 28 octobre 1907 est mise en service la ligne de chemin de fer secondaire à voie métrique du réseau départemental du Nord d'Avesnes-sur-Helpe - Solesmes via Landrecies (47 km). La ligne comporte un arrêt sur le territoire de la commune. Un service régulier des voyageurs est assuré.
En août 1914, le trafic voyageur est interrompu. En 1916, pendant l'occupation allemande, les rails sont démontés. La ligne de chemin de fer est dans l'impossibilité de fonctionner et n'a jamais été remis en service. Le peu de rails non déposés pendant la guerre par les Allemands est enlevé le 15 avril 1920.
La commune a été décorée de la Croix de guerre 1914-1918 le 12 juillet 2022.

## Politique et administration

### Rattachements administratifs et électoraux

#### Rattachements administratifs
La commune se trouve dans l'arrondissement de Cambrai du département du Nord.
Elle faisait partie depuis 1793 du canton de Solesmes. Dans le cadre du redécoupage cantonal de 2014 en France, cette circonscription administrative territoriale a disparu, et le canton n'est plus qu'une circonscription électorale.

#### Rattachements électoraux
Pour les élections départementales, la commune fait partie depuis 2014 du canton du Cateau-Cambrésis
Pour l'élection des députés, elle fait partie de la douzième circonscription du Nord.

### Intercommunalité
Briastre était membre de la communauté de communes du Caudrésis, un établissement public de coopération intercommunale (EPCI) à fiscalité propre créé fin 1993  et auquel la commune avait transféré un certain nombre de ses compétences, dans les conditions déterminées par le code général des collectivités territoriales.
Cette intercommunalité a fusionné avec sa voisine pour former, le 1er janvier 2010, la communauté de communes du Caudrésis – Catésis, qui se transforme en 2019 en communauté d'agglomération du Caudrésis - Catésis, dont est désormais membre la commune.

### Liste des maires
| Période                                  | Période       | Identité           | Étiquette          | Qualité                                               |
| ---------------------------------------- | ------------- | ------------------ | ------------------ | ----------------------------------------------------- |
| Les données manquantes sont à compléter. |               |                    |                    |                                                       |
|                                          |               |                    |                    |                                                       |
| avant 1802                               | 1808          | Nicolas Vallez     |                    |                                                       |
|                                          |               |                    |                    |                                                       |
| avant 1931                               |               | Henri Langrand     | Union républicaine | Conseiller d'arrondissement de Solesmes (1922 → 1934) |
|                                          |               |                    |                    |                                                       |
| mars 1989                                | mars 2001     | Christian Templeur | PCF                |                                                       |
| mars 2001                                | juillet 2020  | Bruno Leclercq     | PCF                |                                                       |
| juillet 2020,                            | mai 2021      | Jacques Lesnes     |                    | Démissionnaire                                        |
| mai 2021                                 | juillet 2023, | Sébastien Moeur    |                    | Démissionnaire                                        |
| septembre 2023                           | En cours      | Bruno Leclercq     | PCF                |                                                       |

## Population et société

### Démographie

#### Évolution démographique
L'évolution du nombre d'habitants est connue à travers les recensements de la population effectués dans la commune depuis 1793. Pour les communes de moins de 10 000 habitants, une enquête de recensement portant sur toute la population est réalisée tous les cinq ans, les populations de référence des années intermédiaires étant quant à elles estimées par interpolation ou extrapolation. Pour la commune, le premier recensement exhaustif entrant dans le cadre du nouveau dispositif a été réalisé en 2006.

En 2022, la commune comptait 695 habitants, en évolution de −6,46 % par rapport à 2016 (Nord : +0,51 %, France hors Mayotte : +2,11 %).
| 1793 | 1800 | 1806 | 1821 | 1831 | 1836 | 1841 | 1846 | 1851 |
| ---- | ---- | ---- | ---- | ---- | ---- | ---- | ---- | ---- |
| 515  | 514  | 560  | 680  | 782  | 788  | 841  | 837  | 843  |

| 1856 | 1861 | 1866 | 1872 | 1876 | 1881  | 1886 | 1891 | 1896 |
| ---- | ---- | ---- | ---- | ---- | ----- | ---- | ---- | ---- |
| 921  | 958  | 978  | 996  | 980  | 1 006 | 965  | 930  | 966  |

| 1901 | 1906 | 1911 | 1921 | 1926 | 1931 | 1936 | 1946 | 1954 |
| ---- | ---- | ---- | ---- | ---- | ---- | ---- | ---- | ---- |
| 923  | 894  | 772  | 704  | 709  | 696  | 674  | 754  | 813  |

| 1962 | 1968 | 1975 | 1982 | 1990 | 1999 | 2006 | 2011 | 2016 |
| ---- | ---- | ---- | ---- | ---- | ---- | ---- | ---- | ---- |
| 843  | 890  | 851  | 714  | 650  | 619  | 626  | 755  | 743  |

| 2021 | 2022 | - | - | - | - | - | - | - |
| ---- | ---- | - | - | - | - | - | - | - |
| 713  | 695  | - | - | - | - | - | - | - |

#### Pyramide des âges
La population de la commune est relativement jeune.
En 2018, le taux de personnes d'un âge inférieur à 30 ans s'élève à 34,4 %, soit en dessous de la moyenne départementale (39,5 %). À l'inverse, le taux de personnes d'âge supérieur à 60 ans est de 26,5 % la même année, alors qu'il est de 22,5 % au niveau départemental.
En 2018, la commune comptait 375 hommes pour 370 femmes, soit un taux de 50,34 % d'hommes, largement supérieur au taux départemental (48,23 %).
Les pyramides des âges de la commune et du département s'établissent comme suit.
| Hommes | Classe d’âge | Femmes |
| ------ | ------------ | ------ |
| 1,6    | 90 ou +      | 2,2    |
| 7,5    | 75-89 ans    | 15,7   |
| 13,4   | 60-74 ans    | 12,7   |
| 20,1   | 45-59 ans    | 18,4   |
| 19,0   | 30-44 ans    | 20,6   |
| 16,3   | 15-29 ans    | 14,9   |
| 22,2   | 0-14 ans     | 15,4   |

| Hommes | Classe d’âge | Femmes |
| ------ | ------------ | ------ |
| 0,5    | 90 ou +      | 1,4    |
| 5,3    | 75-89 ans    | 8,1    |
| 14,8   | 60-74 ans    | 16,2   |
| 19,1   | 45-59 ans    | 18,4   |
| 19,5   | 30-44 ans    | 18,7   |
| 20,7   | 15-29 ans    | 19,1   |
| 20,2   | 0-14 ans     | 18     |

## Culture et patrimoine

### Lieux et monuments
- Église Saint-Pierre de 1720, avec quelques vieilles tombes.

L'église Saint-Pierre
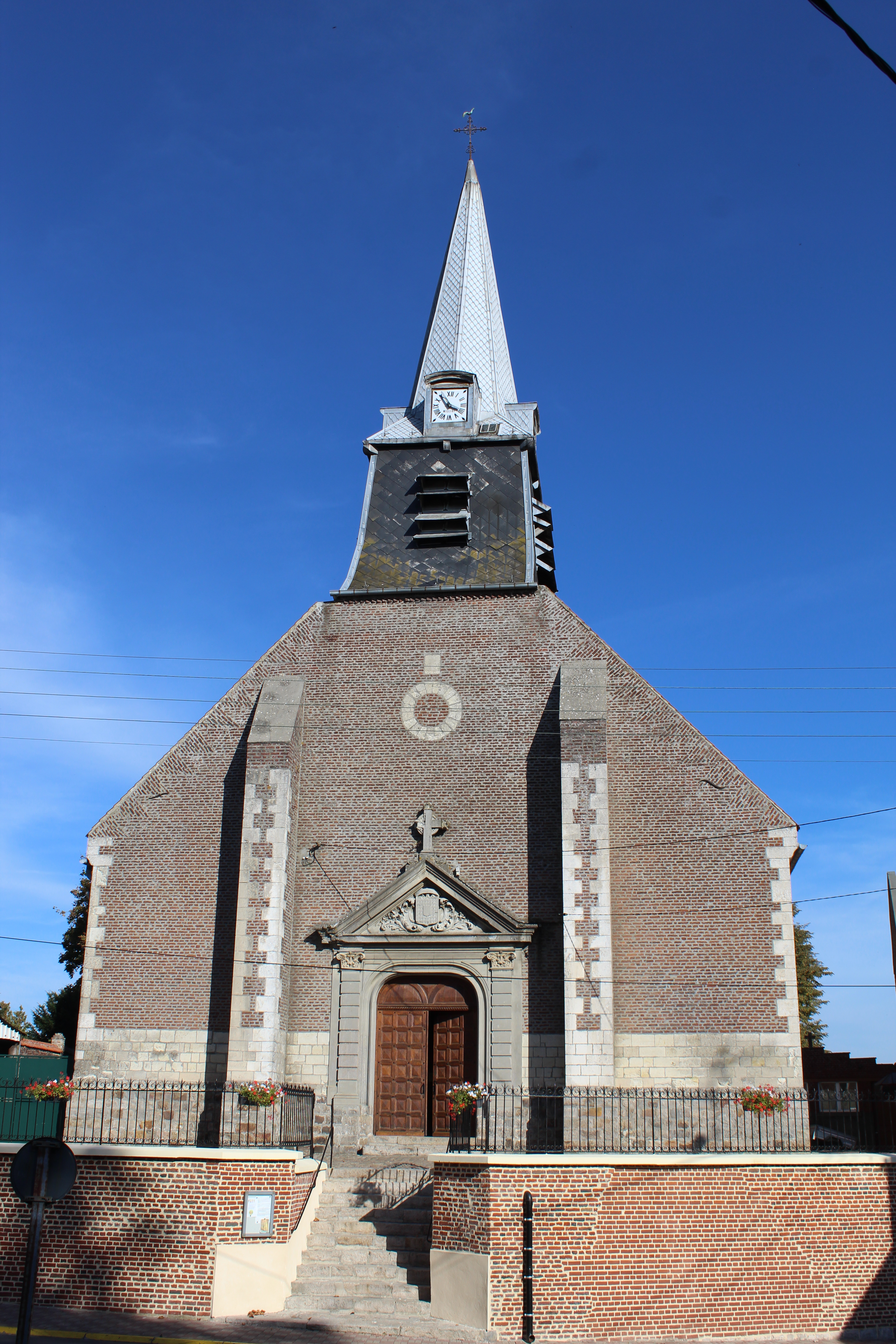
La façade de l'église.
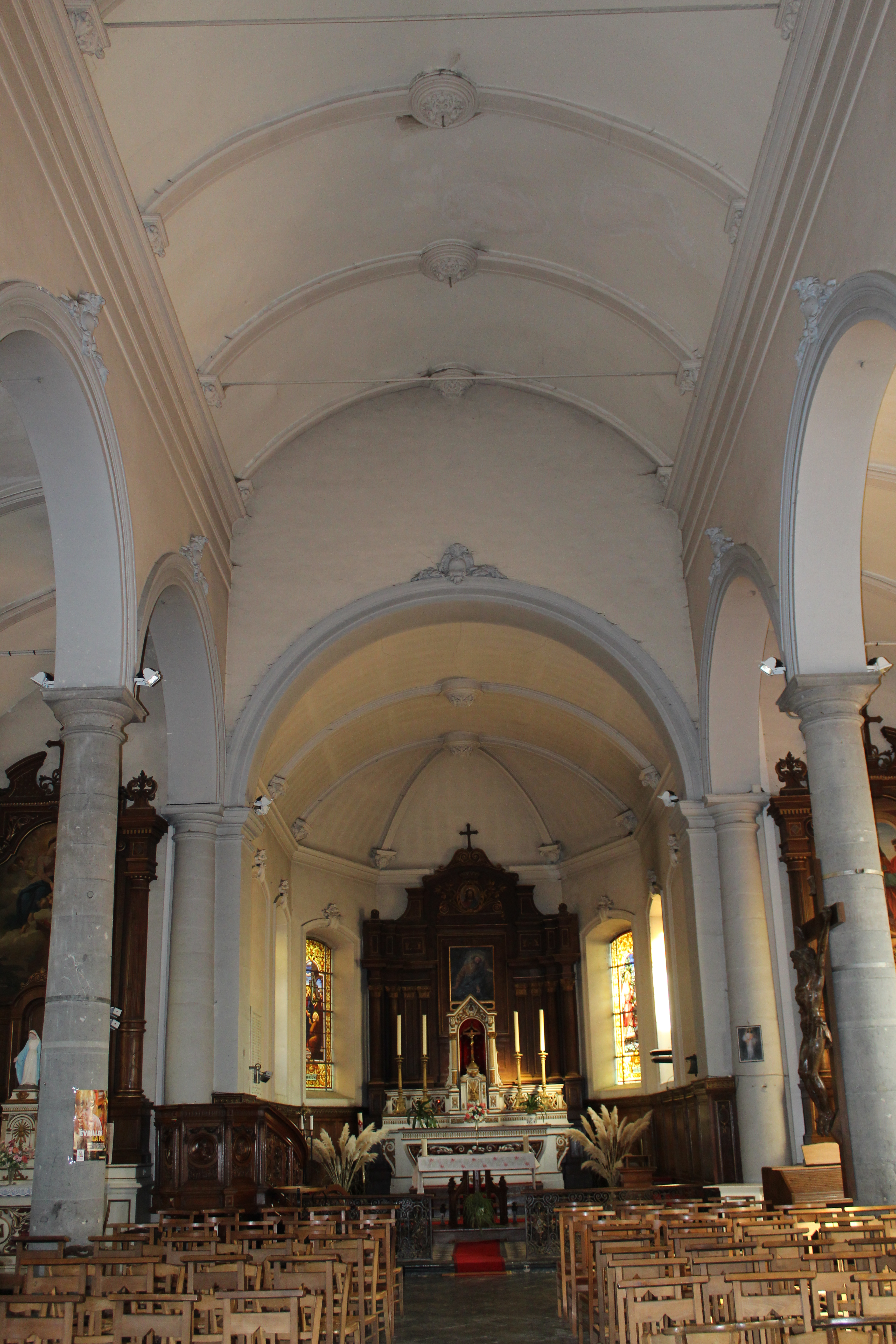
La nef de l'église.
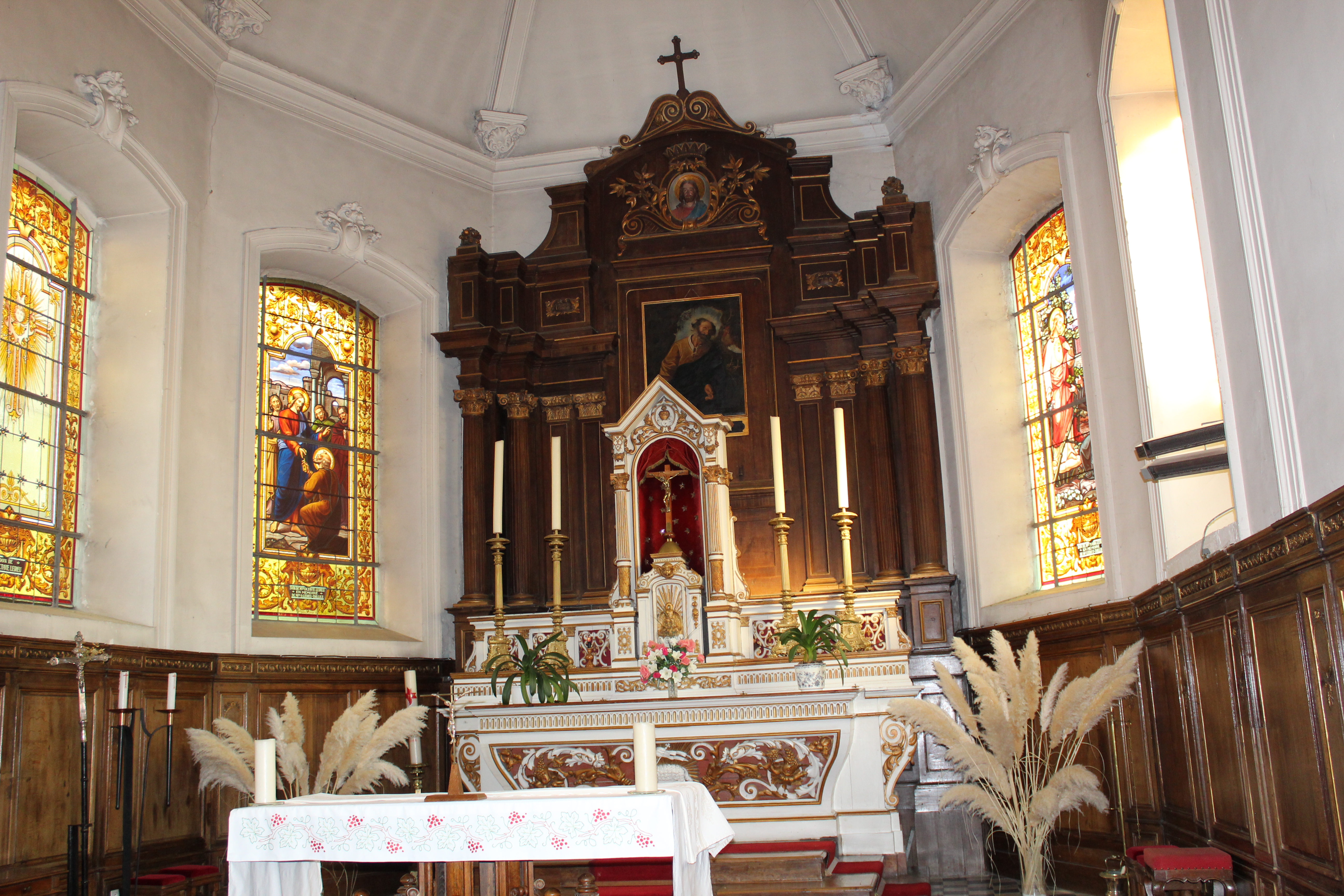
Intérieur de l'église.
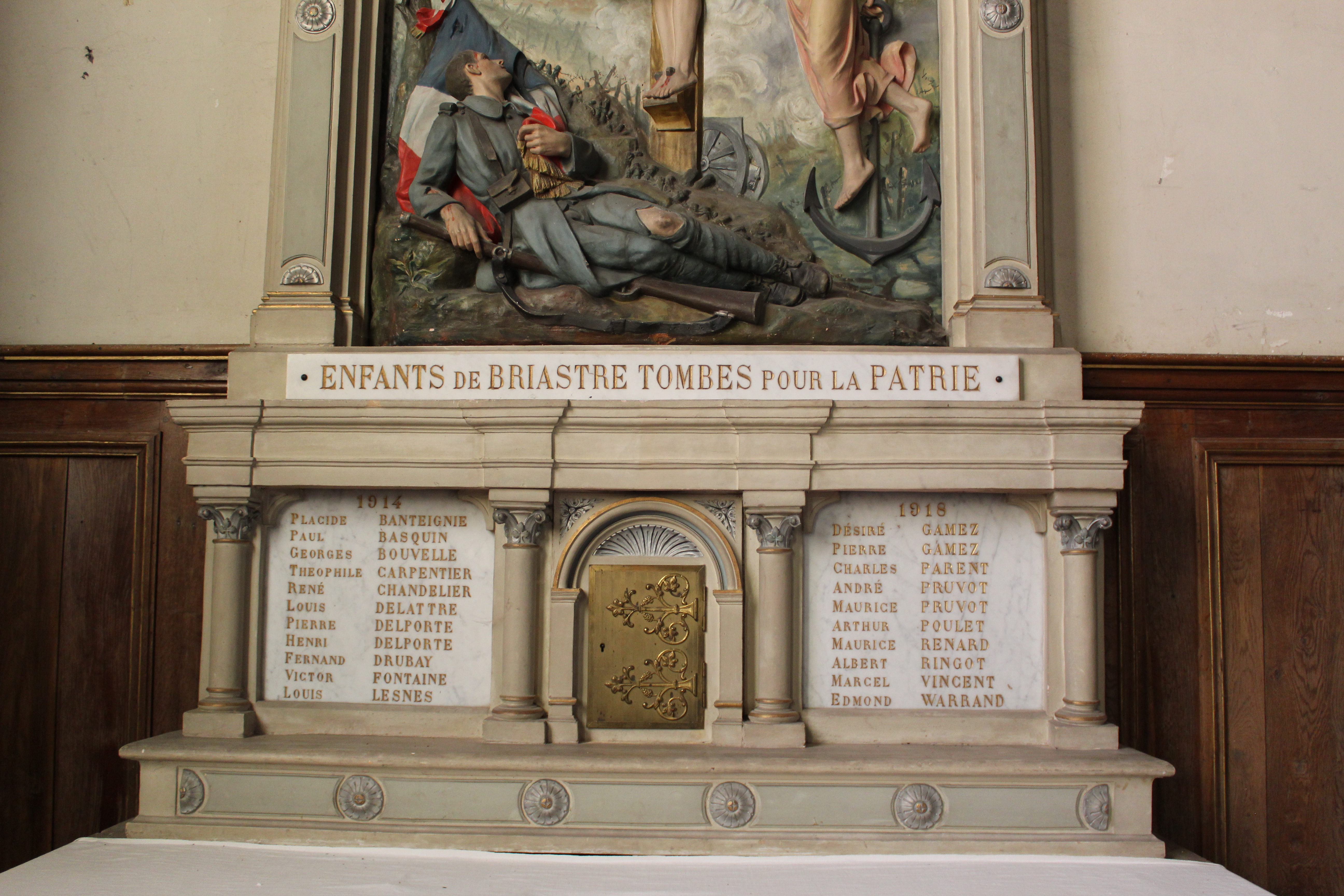
Plaque commémorative des soldats tombés pendant la guerre 14-18.

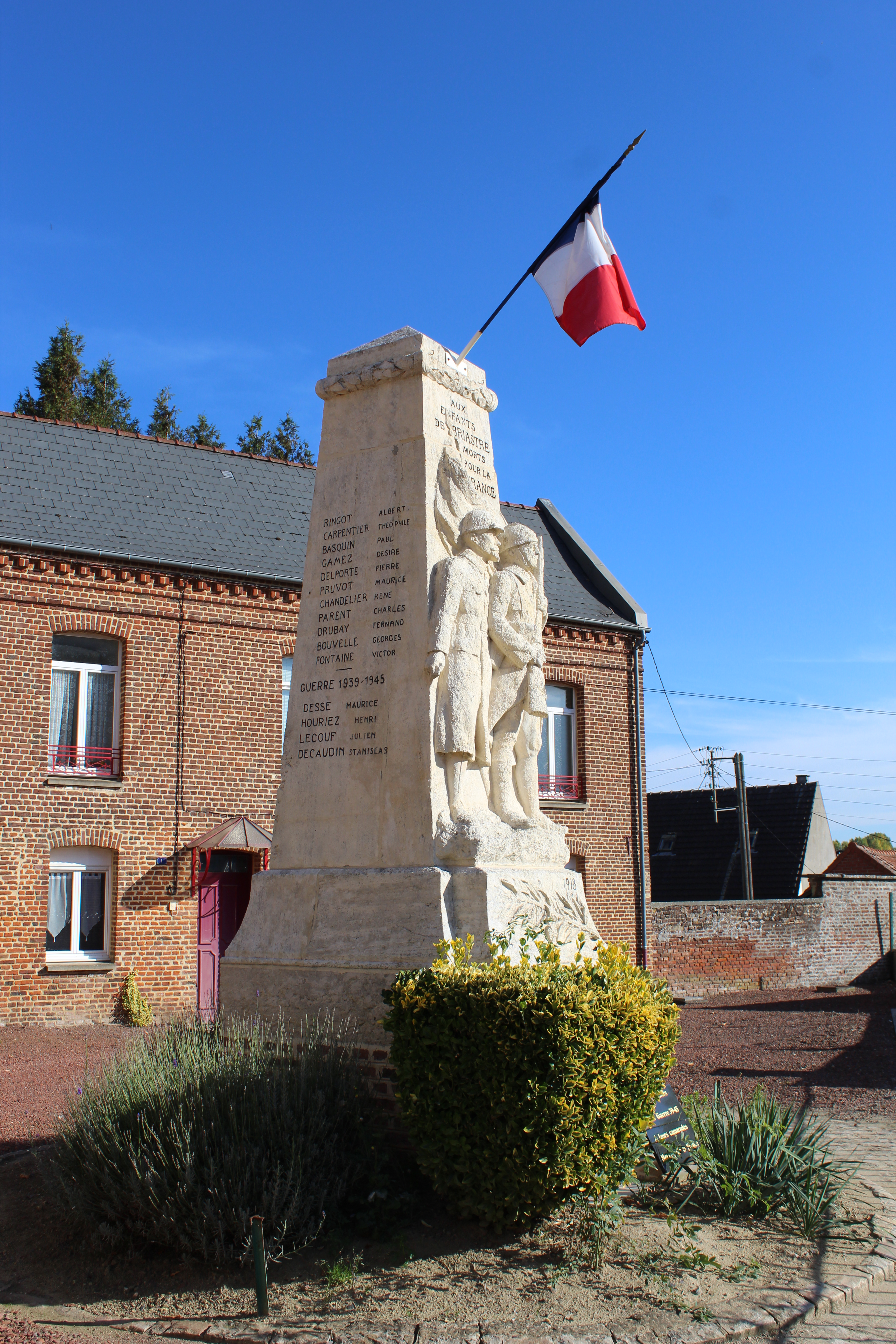
Le monument aux morts.

- Moulin Lamour (en) :  Situé au cœur de la vallée de la Selle aux portes de l'Avesnois, le moulin Lamour est l'un des derniers moulins à eau du bassin ouverts au public. Construit en 1800, il a conservé toute son authenticité. Depuis 15 ans, les propriétaires l'agrémentent d'objets anciens qui lui confèrent tout son charme et son ambiance XIXe siècle. C'est aujourd'hui un véritable musée où se côtoient histoire, œuvres picturales et sculptures.
- Le cimetière militaire britannique  Bellevue British Cemetery Briastre de la CWGC au lieu-dit Bellevue, où se trouvent 132 tombes de guerre de la Commonwealth War Graves Commission de soldats tombés pendant la libération en octobre-novembre 1918[34].

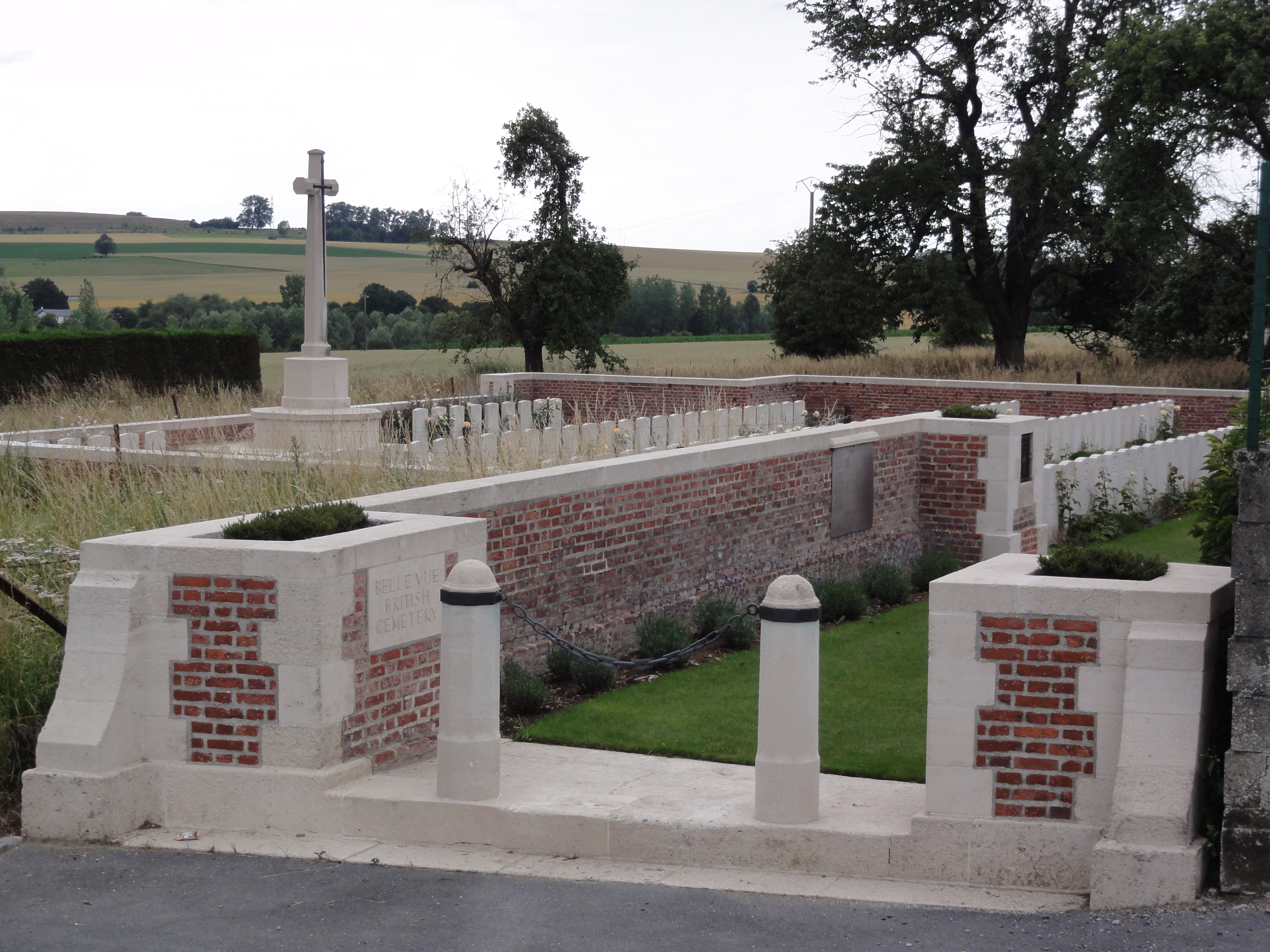
Bellevue British Cemetery.

### Héraldique
| Blason de Briastre | Blason  | D'azur à la bande d'or, accompagnée de six besants du même mis en orle. |
| Blason de Briastre | Détails | Le statut officiel du blason reste à déterminer.                        |

## Pour approfondir